# Inte Onsman
Inte Onsman (Harlingen, 28 september 1872 - Amsterdam, 26 augustus 1929) was een Nederlandse schrijver van vooral toneelstukken en een actief vakbondsbestuurder.

## Biografie

### Jeugd en achtergrond
Inte Onsman werd geboren als zesde zoon in het tweede huwelijk van Andries Onsman, pakhuisknecht in Harlingen en Aaltje Waardenburg. Na de vroege dood van haar man in 1882 trok Aaltje Waardenburg met vier van haar kinderen naar Amsterdam, waar zij met haar drie nog inwonende kinderen bij haar, intussen al uitgevlogen, dochter Aukje introk. Een foto toont haar als een streng ogende Friezin, met klederdrachtkap en kijkend naar de 
Bijbel, waarin zij regelmatig las. Inte Onsman werd Luthers opgevoed en gaf dat geloof weer door aan zijn kinderen.
De jonge Inte moest al vroeg bijverdienen voor het gezin. Na schooltijd werkte hij als inzeper bij een kapper. Het werden zijn eerste schreden op weg naar het barbiersvak. Eenmaal van school af werd hij inderdaad kapper. Afkomstig uit een zeemansfamilie, trok de grote vaart hem ook. Zo werd hij enige tijd scheepsbarbier en maakte hij een reis naar de Verenigde Staten aan boord van een van de schepen van de Holland-Amerika Lijn.

### Toneel
Eenmaal terug in Nederland, 1891, ontwikkelde zich een andere liefde: die voor het toneel. Onsman sloot zich aan bij de theatergroep van M. Kreukniet en H. Poolman in Amsterdam en speelde daar diverse rollen, onder meer in stukken van Herman Heijermans. Een jaar na de dood van Kreukniet in 1893 werd het gezelschap ontbonden. Met name van Henri Poolman en van collega-acteur Henri van Kuyk zou Onsman veel over het toneelspel leren. Voldoende om er later, als schrijver, profijt van te hebben.

### Vakbond
In 1894 trouwde Onsman met Margaretha Martha van Ake uit Haarlem. Het echtpaar kreeg een zoon (Inte Andries Dirk Inte en een dochter (Johanna Alida Martha Ans).
Omdat er brood op de plank moest komen en bovendien het jonge paar een geregelder bestaan wilde, dan het leven bij een toneelgroep kon bieden, maakte Onsman de stap naar het kappersbedrijf. Als sociaal bewogen mens werd hij lid van de in 1891 opgerichte Nederlandsche Barbiers- en Kappersbond. Van 1895 tot 1897 was hij secretaris van de bond. Daarna legde hij zijn bestuursfunctie neer om in Den Haag te proberen een afdeling van de bond op te richten. Nadat die van de grond was gekomen, keerde het echtpaar en de intussen geboren dochter terug naar Amsterdam, waar Inte Onsman aan de Ceintuurbaan een kapperzaak begon.
Binnen de Barbiers- en Kappersbond was intussen onenigheid ontstaan over Onsmans positie. Hoewel het bestuur voorstelde hem als lid te royeren, besliste een buitengewone ledenvergadering op 28 maart 1898 anders. Onsman bleef lid en werd zelfs weer secretaris van de bond. Een jaar later werd hij redacteur van het bondsblad.
Het hebben van een eigen zaak en het vele werk daarbuiten voor de vakbond vergden te veel van de zwakke zenuwen van de secretaris. In 1903 overviel hem een zenuwziekte, zoals hij de overspanning zelf noemde, waarvan hij naar eigen zeggen nooit volledig genas.
Dat belette hem niet om, na herstel, weer met volle kracht aan het werk te gaan. In zijn verdere vakbondscarrière behaalde hij vooral succes met een langdurige actie voor arbeidstijdverkorting. Dat onderwerp ging hem sinds 1900 aan het hart. Pas in 1910 kreeg hij een officiële sluittijd voor kapperzaken in Amsterdam voor elkaar. Landelijk zou de maatregel pas na 1918 worden ingevoerd.
Ook bedacht Onsman in die jaren een nieuwe organisatievorm voor de bond met lokale en provinciale vakraden. Daarmee was hij zijn tijd ver vooruit, want pas na 1945 werd die een feit.

### Schrijver
Inte Onsman sloot zich al vroeg aan bij de SDAP aan. Hoewel hij als vakbondsman op politiek gebied zo neutraal mogelijk probeerde te blijven, was hij in hart en nieren sociaaldemocraat. Het bondswerk eiste veel van zijn tijd op, maar zijn streven naar 'verheffing' van de arbeiders kon hij op andere wijze gestalte geven: via zijn oude liefde voor het toneel. 
Partij- en vakbondsbijeenkomsten werden in de eerste jaren van de twintigste eeuw vaak niet alleen met zakelijke agendapunten gevuld. Na de spreker(s) en na de pauze volgde niet zelden een cultureel programma. Korte toneelstukken waren geliefd: eenakters met een opvoedende strekking. Heijermans' oeuvre staat in dit verband op eenzame hoogte, maar leende zich niet altijd voor uitvoeringen door amateurs. Onsman had in zijn jaren bij Kreukniet en Poolman voldoende ervaring opgedaan om beeldend te kunnen schrijven. In 1904 kwam zijn eerste stuk 'Vergulde leugens'. Hij schreef het nog onder pseudoniem, De Visu. Later werk publiceerde hij onder eigen naam. Steeds weer kwam in zijn werk de problematiek van alledag aan de orde, telkens vanuit sociaaldemocratisch perspectief.
De actualiteit van de Eerste Wereldoorlog inspireerde hem tot twee stukken, Het schot aan den grens en zijn meest gespeelde werk Het licht in den nacht, beide in 1917 gepubliceerd. Hoewel ook dit laatste voor het amateurtoneel werd geschreven, vond het al spoedig zijn weg naar de grote schouwburgen. Bij de honderdste uitvoering in de Amsterdamse Stadsschouwburg werd de schrijver gehuldigd. Het licht in den nacht werd ook vertaald en met succes in Duitsland en Denemarken gespeeld.
Een laatste toneelstuk, De zwerver van Prodnetskoi, verscheen in 1921 en is geïnspireerd op de Russische revolutie. Het zorgde zes jaar later nog voor een relletje, toen een Friese burgemeester, na een wenk van de commissaris van de Koningin, een uitvoering verbood, uit angst daarmee de revolutionaire geest uit de fles te laten.
Bij afnemende gezondheid werkte Onsman in de jaren twintig aan zijn roman Van Rinus de IJsbeer tot Arjen de Bouwer. Levensfragmenten uit de groote wereld der heel kleinen. Het boek, dat sterke autobiografische trekken heeft, kwam in 1929 uit.
In de zaterdageditie van het SDAP-dagblad Het Volk schreef Onsman in de jaren 1913 en 1914 wekelijks cursiefjes onder het pseudoniem Leckie Down. Later werden die vervangen door de Pro en Contrarubriek, waarin hij (nog) meer politieke standpunten innam.
Inte Onsman overleed op de Nieuwe Oosterbegraafplaats in Amsterdam, waar hij bij het graf van een overleden oud-bestuurslid van de Vereeniging Standvastige Hulp in Tegenspoed een toespraak hield. Zijn overlijden was voorpaginanieuws van veel Amsterdamse kranten en zijn echtgenote las op die manier, onderweg in de stad, van de dood van haar man.
Onsman werd op diezelfde begraafplaats begraven. Op zijn graf is zijn beeltenis in reliëf aangebracht, geflankeerd door beelden van figuren uit zijn werk: de mandenvlechter Balke uit 'Het licht in den nacht' en de zwerver van Prodnetskoi, vervaardigd door beeldhouwer Anton Fortuin.
Na Onsmans dood raakte zijn werk geleidelijk in vergetelheid. Het bleek te gedateerd om nog te worden opgevoerd. Wel kwam tijdens de Tweede Wereldoorlog nog een nieuwe editie uit van zijn roman en in 1946 bracht zijn uitgever Haverman een tweede druk uit van Vaders jaardag. Van Rinus de IJsbeer tot Arjen de Bouwer verscheen ten slotte in de jaren tachtig als feuilleton in de Woerdense Courant.

## Werken

### Toneel
- Vergulde leugens (1904)
- Naar 't huis (1904)
- 'n Uitgeknepen citroen (1905)
- Vaders jaardag (1906),
- 'n Recept (1907)
- De heilige dienst (1908)
- De barmhartige Samaritaan (1910)
- Het schot aan den grens (1917)
- Het licht in den nacht (1917)
- Corry Flapuit (1918)
- De zwerver van Prodnetskoi (1921)
- De getrapten (1907, bewerking uit het Duits van het arbeidersdrama Im Hinterhaus (1903) van Ernst Preczang).

### Proza
- Van Rinus de IJsbeer tot Arjen de Bouwer; Levensfragmenten uit de groote wereld der heel kleinen (1929).

### Historisch
- Gedenkboek 1891-1916. Bedrijf en organisatie der kappers en barbiers in Nederland (1916).
- Een tienjarig tijdperk van het kappersbedrijf en den organisatiearbeid van den Nederlandschen Barbiers- en Kapperbond bij zijn 35-jarig bestaan, beschreven door den secretaris-redacteur (1916).